# LA 아리랑
《LA 아리랑》은 SBS에서 1995년 7월 10일부터 2000년 4월 9일까지 방영된 시트콤이었다.

## 트리비아
방영 내내 많은 인기를 끌었지만 IMF 이후 LA 로케이션이 여의치 않아 국내제작으로 일관하여 교포 시트콤이란 정체성마저 흔들리는 위기를 맞이하자 1999년 7월 11일부터 일일시트콤 포함하여 출연해 온 여운계 김찬우 외의 나머지 인물들을 대거 하차시켰으나 "(일일시트콤 포함하여) 고정적으로 유지된 가족관계를 같은 프로그램에서 한순간에 뒤바꾸는 것은 시청자보다 시청률만 두려워하는 고질병"이란 지적을 받아 시청자들한테 외면당한 데다 시청률이 갈수록 떨어져 2000년 4월 9일 또다시 막을 내려야 했다.
미국 로스앤젤레스로 이민간 변호사 가족이 벌이는 아기자기한 에피소드로 구성되었으며, 미국에 사는 한국인들의 삶과 애환을 재미있게 다루었다. 다만, 1995년 7월 10일부터 출연했던 김세윤, 박정수, 견미리, 이영범, 이정섭 등을 빼는 대신 1999년 7월 11일부터 주현, 박원숙, 이덕화, 임예진 등을 투입시켰는데 이 과정에서 시청률이 갈수록 떨어지자 2000년 봄 개편 때 막을 내렸다.

## 방송 시간
1995년 7월 10일부터 1996년 6월 28일까지 일일시트콤으로 방영되었다. 첫방송시 주 4회로 시작 후 1995년 10월 19일까지는 월요일부터 목요일까지 방송되었다가, 인기 상승에 힘입어 주 5회 방송으로 변경되었다.
4개월 간 방영을 중단하였다가 1996년 10월 20일부터 종전의 20분물 일일 시트콤에서 일요일 오전 시트콤으로 탈바꿈하여 일요일 아침 주간 시트콤으로 일요일 오전 8시 50분에 다시 방영하였다.
1996년 10월 20일부터 1997년 4월 20일까지는 매주 일요일 아침 8시 50분에 방송되었으나, 동시간대 MBC 일요아침드라마 《짝》 때문에 시청률 부진을 면치 못하자 1997년 4월 27일부터 2000년 4월 9일까지는 매주 일요일 오전 9시 50분에 방영되었다.

## 제작 개요
아메리칸 드림을 성취하려고 미국 LA로 이민 온 한국교포 김변호사는 라디오 방송국의 DJ인 부인과 장모, 처남과 3명의 자녀와 함께 살고 있다. 유머가 풍부하고 강직하면서도 부드러운 성격을 가진 김변호사는 한국교민회의 총무로서도 활동하고 있으며 미국아동보호협회 회원으로도 활동하고 있는 근면하고 성실한 가장이다. 한국 라디오 방송의 DJ로 활동하고 있는 부인은 활동적이고 쾌활한 성격의 여인이지만 자녀들의 교육문제만큼은 엄격하기가 이루 말할 수 없을 정도이다. 이 때문에 자녀들과 마찰을 많이 일으키지만 그때마다 인정많고 유머많은 장모가 이를 해결해 간다.
한편, 관광회사의 여행 가이드로 일하고 있는 처남은 아직까지 미국생활에 정착하지 못하고 가정을 갖지 못한 노총각으로서, 어머니는 변호사 사무실에서 일하는 여자와 결혼시키려 하나 처남은 오히려 미국여자와 사랑에 빠져 가족들을 당황하게 한다. 미국교육을 받은 자녀들과 마찰을 빚고, 인종간 국가간 갈등속에서 이를 헤쳐 나가는 가장 큰 힘은 역시 가족간의 사랑이라는 것을 김변호사는 인내와 유머로 때로는 용기로서 깨우치게 한다. 한국인에게는 미국의 민주적이고 합리적인 사고를, 미국인에게는 한국의 경로 사상이나 효를 통해 서로의 문화적인 장점을 배우고 서로를 이해하게 된다.

## 등장 인물

### 시즌 제1기(1995년 7월 10일 ~ 1996년 6월 28일)
- 김세윤 : 김세윤 역

한인 변호사. 1946년생.
- 박정수 : 박정수 역

여운계의 큰딸, 김세윤의 아내, 한인 라디오 방송 DJ. 1953년생.
- 여운계 : 여운계 역

박정수, 박영범, 박미리(3남매)의 엄마.
- 견미리 : 박미리 역

여운계의 작은딸, 미키 비디오 직원. 1956년생.
- 이정섭 : 이정섭[6] 역

박미리의 남편, 미키 비디오 사장. 1949년생.
- 이영범 : 박영범 역

여운계의 아들, 아주관광 여행사 가이드. 1961년생.
- 정경순 : 정경순[7] 역

박영범의 아내, 김세윤 변호사의 사무실 직원. 1963년생.
- 송나영(1995) → 이아현(1996) : 김유미 역

김세윤, 박정수의 첫째 딸, 춘삼월 토끼띠생, 대학생.
- 김정현 : 김유진 역

김세윤, 박정수의 큰아들, 춘사월 용띠생, 대학생.
- 정준 : 김유선 역

김세윤, 박정수의 작은아들, 동짓달 양띠생, 고등학생.
- 이제니 : 이제니 역

이정섭, 박미리의 외딸, 섣달 양띠생, 고등학생.
- 안재모 : 대니 안 역

김유미의 남자친구, 1996년 5월 중순 시부터 본격 유미 연하 남친으로 등장한 섣달 용띠생 연하남 재미교포 대학생(유미와는 학교가 다른 대학교 1학년).
- 김소이 : 김소이 역

김세윤 변호사 사무실 전직 직원. 쥐띠 1972년생.
- 주용만 : 주용만 역

한인 라디오방송 PD.
- 유혜정 : 유혜정 역

한인 라디오 방송 DJ. 소띠.
- 김소연 : 김소연 역

한인 라디오 방송 FD. 쥐띠생.
- 박현숙 : 박현숙 역

김세윤 변호사 사무실 직원. 1969년 닭띠생.
- 이무창 : 이무창 역

박현숙의 남편, 한인 라디오 방송 PD. 1958년 개띠생.
- 오제형 : 이제형 역

이정섭의 조카. 이정오(이정섭의 형)의 아들. 토끼띠.
- 박수용 : 박수용 역

이제형의 친구, 미키비디오의 아르바이트생, 미국 대학 2학년~3학년 유학생, 토끼띠 및 포르투갈령 마카오 한인 교포 3세 출신(아버지는 한국인이요, 어머니는 영국령 홍콩 사람.).
- 김윤정 : 김윤정 역

김유진의 동갑내기 여자친구, 미국 대학의 유학생, 춘삼월 용띠 및 말레이시아 콸라룸푸르 한인 교포 3세 출신. 김유진과는 학교가 다른 대학교 1학년~2학년생(아버지는 한국인이요, 어머니는 말레이시아 사람.).
- 김현수 : 에밀리 킴 역

김유선의 연상녀 여자친구, 한인 고등학생, 말띠. 김유선보다 한 학년 높음.
- 송귀현 : 송귀현 역

아주관광 여행사 부장, 박영범의 상사, 닭띠 1957년생.

### 시즌 제2기(1996년 10월 20일 ~ 1999년 7월 4일)
- 김세윤 : 김세윤 역

한인 변호사. 뱀띠 1941년생.
- 박정수 : 박정수 역

여운계의 큰딸, 김세윤의 아내, 한인 라디오 방송 DJ. 말띠 1942년생.
- 여운계 : 여운계 역

박정수, 박영범, 박미리(3남매)의 엄마.
- 이영범 : 박영범 역

여운계의 아들, 하이라이트 광고회사 만년 대리 → 영업과 과장 → 홍보과 만년 과장. 소띠 1961년생.
- 노유정 : 노유정[11] 역

박영범의 아내. 뱀띠 1965년생.
- 견미리 : 박미리 역

여운계의 작은딸, 레스토랑 직원. 말띠 춘삼월 1966년생.
- 이정섭 : 이정섭[12] 역

박미리의 남편, 레스토랑 사장. 소띠 1949년생.
- 김찬우 : 김유진 역

김세윤, 박정수의 큰아들, 하이라이트 광고회사 직원, 1968년생 춘삼월 원숭이띠.
- 이아현 : 김유미 역

김세윤, 박정수의 둘째 딸, 항공사 직원, 1972년생 춘삼월 쥐띠.
- 정준 : 김유선 역

김세윤, 박정수의 막내아들, 대학생, 1977년 동짓달 뱀띠생. 1999년 1월 1일, 애니 파크와 결혼.
- 이제니 : 이제니 역

이정섭, 박미리의 외동딸, 대학생, 1977년 섣달 뱀띠생.
- 김호진 : 김호진 역

한인 라디오방송 PD. 1970년생 개띠.
- 김선민 : 김선민 역

김유진 대학 후배, 하이라이트 광고회사 광고 디자이너, 섣달 돼지띠 1971년생.
- 김원희 : 김원희 역

김유진의 여자친구, 하이라이트 광고회사 광고 카피라이터, 춘삼월 소띠 1973년생.
- 한고은 : 샤나 한 역

김원희와 김선민의 룸메이트, 모델, 뱀띠 1977년생.
- 이주현 : 찰스 리 역

샤나의 전 남자친구, 김원희와 김선민의 이웃. 뱀띠 1977년생.
- 최재원 : 김정훈 역

김유진의 고등학교 친구, 하이라이트 광고회사 광고 성우. 1968년 섣달 원숭이띠생.
- 박수용 : 박수용 역

박미리의 집 하숙생, 레스토랑 아르바이트생. 1972년생 쥐띠.
- 박은혜 : 애니 파크 역

김유선의 여자친구 → 아내, 레스토랑 아르바이트생. 1977년생 뱀띠. 1999년 1월 1일, 김유선과 결혼.
- 송귀현 : 송귀현 역

하이라이트 광고회사 사장. 호랑이띠 1950년생.
- 최지나 : 최지나 역

김유진의 전 여자친구, 광고회사 비서. 1975년생 토끼띠.
- 박은정 : 캐리 주 역

김유진의 여자친구, 속옷회사 광고실 실장. 1974년생 호랑이띠.
- 박은영 : 김은영[13] 역

김세윤의 배다른 누이동생, 레스토랑 매니저. 1971년 돼지띠생. 1998년 11월 8일, 김달수와 결혼.
- 윤다훈 : 김달수[14] 역

김은영의 남자친구 → 남편(김세윤의 이복 매제). 1964년생 용띠. 1998년 11월 8일, 김은영과 결혼.
- 김소연 : 김소연 역

광고회사 직원. 1972년생 쥐띠.

### 시즌 제3기(1999년 7월 11일 ~ 2000년 4월 9일)
- 여운계 : 여운계 역

주현, 주덕화, 주찬용(3형제)의 엄마.
- 주현 : 주현 역

여운계의 첫째 아들, 아리랑 한의원 원장.
- 박원숙 : 카사라 박(카사라 셀레나 파크) 역

주현의 아내, 카사라 모터스 사장
- 이덕화 : 주덕화 역

여운계의 둘째 아들, 카사라 모터스 사원.
- 임예진 : 임예진 역

주덕화의 아내, 한의사
- 김찬우 : 주찬용 역

여운계의 셋째 아들, 사진 작가.
- 현건호 : 주다운 역

주현과 카사라 박의 아들
- 김채연 : 주다영 역

주현의 딸, 최재원의 여자친구
- 최유연 : 주해나 역

주현의 쌍둥이 딸
- 최유나 : 주안나 역

주현의 쌍둥이 딸
- 김원희 : 김원희 역

박원숙 친구의 딸, 주찬용의 여자친구
- 안재환 : 김원칠 역

김원희의 동복 남동생
- 김의성 : 김의성 역

한의사
- 박예진 : 김예린 역

김의성의 배다른 이복 누이동생, 김원칠의 여자친구
- 최재원 : 최재원 역

한의사
- 윤혜경 : 셀리 초이(셀레나 사라 최) 역

주다운의 여자친구, 부동산 투자가
- 김홍표 : 김홍표 역

김원희를 좋아하는 남자친구

### 해당 드라마 극중 라디오 방송 목소리 출연
- 이주나 : 애니 리(Annie Lee, 이선주) 역

1995년 8월 상순, 경기도 부천 출신의 용띠 미국 하와이주 호놀룰루 대한민국 교민 미술 디자이너 초년생 만19세 애니 리(이선주) 역
- 이윤성 : 베스 베이(Bess Bae, 배상숙) 역

1995년 8월 상순, 경기도 수원 출신의 용띠 미국 하와이주 와이키키 대한민국 교민 미술 디자이너 초년생 만19세 베스 베이(배상숙) 역
- 이승규 : 탐 사이먼 짐 리(Tom Simon Jim Lee, 이승규) 역

1995년 8월 중순, 경상남도 창녕 출신의 미국 미네소타주 미니애폴리스 대한민국 교민 미술 디자이너 탐 사이먼 짐 리(이승규) 역
- 서영애 : 토니 엘리 모크(Toni Ellie Mork, 목형복) 역

1995년 8월 하순, 경상남도 사천 출신의 미국 인디애나주 인디애나폴리스 대한민국 교민 미술 디자이너 토니 엘리 목(목형복) 역
- 권미혜 : 멜라니 애너 홍(Melanie Anna Hong, 홍창신) 역

1995년 9월 상순, 경상남도 창원 출신의 미국 일리노이주 시카고 대한민국 교민 미술 디자이너 멜라니 애너 홍(홍창신) 역
- 권귀옥 : 셀리너 멜린더 파크(Selena Melinda Park, 박평안) 역

1995년 9월 중순, 경상남도 밀양 출신의 미국 펜실베이니아주 필라델피아 대한민국 교민 미술 디자이너 셀리너 멜린더 박(박평안) 역
- 이용규 : 제리 용 캥(Jerry Yong Kang, 강영수) 역

1995년 9월 하순, 경상남도 진주 출신의 미국 뉴 욕 주 뉴욕 시티 대한민국 교민 미술 디자이너 제리 용 강(강영수) 역
- 안문숙 : 소니아 파크(Sonia Park, 박지유) 역

1996년 2월 상순, 전라북도 전주 출신의 미국 캘리포니아주 샌타 모니카 대한민국 교민 미술 강사 소니아 박(박지유) 역
- 이애숙 : 티나 리(Tina Lee, 이봉령) 역

1996년 2월 중순, 전직 샌 프란시스코 여성 한인회 회장 티나 리(이봉령) 역
- 최종원 : 고상순 역

1996년 5월 상순, 대한민국 부산 지역에서 미국 LA로 특파된 대한민국 부산의 해외 국가 방문 성향 위문 공연단 단장 48세 고상순 역
- 김정균 : 황민달 역

1996년 5월 상순, 대한민국 제주도 제주 지역에서 미국 LA로 특파된 대한민국 제주도 제주의 해외 국가 방문 성향 위문 공연단 단장 원숭이띠 29세 황민달 역
- 신귀식 : 안회을 역

1996년 5월 상순, 대한민국 강원도 춘천 지역에서 미국 LA로 특파된 대한민국 강원도 춘천의 해외 국가 방문 성향 위문 공연단 단장 뱀띠 56세 안회을 역
- 박중현 : 구동필 역

1996년 12월 상순, 대한민국 충청북도 청주 지역에서 미국 LA로 특파된 대한민국 충청북도 청주의 해외 국가 방문 성향 위문 공연단 단장 양띠 30세 구동필 역
- 김남진 : 소니 베이(Sonny Bae, 배상섭) 역

1996년 12월 중순, 호랑이띠 미국 네바다주 라스베이거스 출생인 동시에 또한 강원도 속초 출생인 이주민 출신(훗날 미국 일리노이주 시카고 지역으로 이주한 대한민국 교민)의 아들이자 미국 일리노이주 시카고 대한민국 교민의 후손 출신으로(친할아버지 부부 및 큰아버지 부부가 모두 미국 일리노이주 시카고 지역에 계시기도 하고 큰 고모 부부가 미국 캘리포니아주 샌디에이고 지역에 계시기도 한), 이른바 미술 디자이너 초년생 호랑이띠 만22세 소니 베이(배상섭) 역
- 최용민 : 앨리슨 셔먼 초이(Allison Sherman Tschoi, 최창희) 역

1997년 8월 상순, 닭띠 경기도 김포 출신의 미국 하와이주 호놀룰루 대한민국 교민 미술 디자이너 겸 CEO 사업가 만40세 앨리슨 셔먼 초이(최창희) 역 - 만5세 시절(1962년 3월 하순)에 일가족들과 그리고 경상남도 밀양 지역에 살던 외갓댁 직계 외가친척들과 모두 함께 가지고 있던 각기각기의 부유한 농토 및 농가 가택 등을 모두 팔고 미국 하와이주 호놀룰루 이주 후 시민권 취득도 한 그는 훗날 미국 시애틀 대학교 미술학과 학사 취득하여 시카고 대학교 대학원 미술학 석사 취득 후 브라운 대학교 경영대학원 경영학 석사 취득한 엘리트 성향급 인텔리 출신.
- 권오중 : 토머스 파크(Thomas Park, 박재호) 역

1997년 8월 상순, 소띠 미국 일리노이주 시카고 출생인 동시에 또한 경상남도 밀양 출생인 이주민 출신(훗날 미국 하와이주 호놀룰루 지역으로 이주한 대한민국 교민)의 막내 아들이자 미국 하와이주 호놀룰루 대한민국 교민의 후손 출신으로 미술 디자이너 초년생 만24세 토머스 파크(박재호) 역 - 미술 디자이너 겸 CEO 사업가 앨리슨 셔먼 초이(최창희)의 외갓댁 외종사촌 남동생(최창희 막내 외숙부 부부의 막내아들 토머스 파크는 1973년생으로 미국 일리노이주 시카고 출생) - 미국 시애틀 대학교 미술학과 학사 출신.
- 채정안 : 소니아 파크(Sonia Park, 박소영) 역

1997년 8월 상순, 소띠 미국 일리노이주 시카고 출생인 동시에 또한 경상남도 밀양 출생인 이주민 출신(훗날 미국 하와이주 호놀룰루 지역으로 이주한 대한민국 교민)의 막내 딸이자 미국 하와이주 호놀룰루 대한민국 교민의 후손 출신으로 미술 디자이너 초년생 만24세 토머스 파크(박재호) 역 - 미술 디자이너 겸 CEO 사업가 앨리슨 셔먼 초이(최창희)의 외갓댁 외종사촌 여동생(최창희 막내 외숙부 부부의 막내딸 소니아 파크는 1977년생으로 미국 일리노이주 시카고 출생) - 당시 미국 시카고 대학교 미술학과 2학년 예정.
- 남주희 : 새러 레지나 주(Sarah Regina Juu, 주희숙) 역

1997년 8월 초순, 소띠 경기도 평택 출신의 미국 하와이주 호놀룰루 대한민국 교민 미술 디자이너 초년생 만24세 새러 레지나 주(주희숙) 역 - 미술 디자이너 초년생 토머스 파크(박재호)의 미국 시애틀 대학교 미술학과 동기 동창.
- 이혜련 : 재니트 손(Janet Sohn, 손소희) 역

1998년 8월 상순, 미국 일리노이주 시카고 한인 교포 3세 출신으로, 원래 대한제국 경상북도 문경 토박이 집안의 후손인 미국 시카고 한인 동포 3세 출신이자 1982년생이며 시카고 출생인, 개띠 만16세 및 6년제 여자중고등학교 6학년생 예정인 재니트 손(손소희) 역
- 김태영 : 데빈 제임스 파크(Devin James Park, 박광호) 역 - 강원도 횡성 출신의 한인 미국 이주민의 직손으로, 한국계 미국인 3세 출신의 대학 교수인데, 한국 이름은 박광호. 그리고 더 간략한 영어 이름으로 통칭하면 제임스 파크(James Park).

1998년 8월 중순, 쥐띠 1960년생 만38세 미국 펜실베이니아주 필라델피아 출생이라는, 1986년 3월 이후부터 지금의 미국 텍사스주 오스틴 지역의 한인 교민 출신이자 한국계 미국인 3세 출신이고, 미국 시카고 대학교 농학과 및 동 대학원까지 내리 나온 농학박사 출신으로, 미국 텍사스 주립 오스틴 대학교 농학과 객원교수 역임 출신이며, 친조부는 새뮤얼 로빈슨 파크(Samuel Robinson Park, 박익후, 1906년생~1988년졸, 말띠, 원래 대한제국 강원 횡성 토박이 후손 출신. 1956년 당시 부인, 아들, 큰손녀, 큰손자 등과 모두 함께 대한민국 떠나면서 미국 펜실베이니아주 필라델피아 이민.)이고, 아버지는 데니 크리스토퍼 파크(Dennie Christopher Park, 박경이, 1928년생~1996년졸, 용띠, 원래 일제강점기 조선 시대 강원 횡성 토박이 후손 출신. 1956년 당시 미국 필라델피아 이민 이후 1960년에 부인과 사이에 3남매 가운데 막내인 둘째아들 득남.)인, 쥐띠 대학 교수 및 농학박사 출신의 데빈 제임스 파크(박광호) 역
- 최은숙 : 줄리아 조앤 헬레나 어니타 챙(Julia Joanne Helena Anita Chang, 장옥선) 역

1998년 11월 중순, 개띠 1946년생 만52세 경기도 용인 출신의 미국 워싱턴주 시애틀 지역 이민 이후 33년차 대한민국 교민 및 미국 일리노이주 시카고 지역 소재 한복집 대표이사 15년차 역임하고 있는, 줄리아 조앤 헬레나 어니타 챙(장옥선) 역
- 우성현 : 케빈 원 앤서니 크리스 파크(박장오, Kevin Wohnne Anthony Chris Park) 역

1999년 12월 중순, 새크라멘토 한인 교민 양띠 1991년생 초등학교 유학생 만8세 초등학교 2학년 케빈 원 크리스 파크(박장오) 역
- 김민정 : 맨디 신 애너 사라 파크(박민지, Mandy Shin Anna Sarah Park) 역

2000년 3월 말순, 새크라멘토 한인 교민 출신의 말띠 1978년생 미국 하와이 주립 대학교 종교학과 3학년 휴학생 만22세 맨디 파크(박민지) 역 - 미국 새크라멘토 교민 초등학생 케빈 파크(박장오)의 종고모(5촌 고모)

### 특별 출연
- 심양홍 : 김세윤의 시카고 사는 친구 역 (대한민국 아이들. 2 19950711)
- 룰라 (룰라 마돈나 그리고 가족. 4 19950713)
- 김벌레 (알라뷰 유진. 8 19950720)
- 성동일 (부부 랩소디. 16 19950803)
- 양희경 (여름이 오면. 25 19950823)
- 박용식 (LA 오렌지. 30 19950831)
- 이경심 (유선의 첫사랑. 39 19950918)
- 배한성 : 김세윤의 친구 변호사 역[19] (아내의 훈장. 45 19950928)
- 송도순 : 박정수의 친구 소설가 역[19] (아내의 훈장. 45 19950928)
- 박일 (미세스 코리아. 50 19951011)
- 김현수 (무드맨 블루스. 52 19951016)
- 이낙훈 : 하와이(호놀룰루)를 떠나 LA로 이사를 온 노신사이자 여운계의 옛날 남자친구 역 (옷이 작아요. 62 19951101)
- 홍록기 (신 신데렐라. 67 19951108)
- 이춘식 (친구야 친구. 69 19951110)
- 지석진 (인간과 인간. 70 19951113)
- 이낙훈 : 하와이(호놀룰루)를 떠나 LA로 이사를 온 노신사이자 여운계의 옛날 남자친구 역 (요세미티에서 사랑을. 71 19951115)
- 성악가 박순복 (희미한 옛사랑의 그림자. 81 19951129)
- 엄앵란, 강석현 (신부와 어머니. 95 19951219)
- 이낙훈 : 하와이(호놀룰루)를 떠나 LA로 이사를 온 노신사이자 여운계의 옛날 남자친구 역 (나홀로 크리스마스. 99 19951225)
- 김창준 (우리들의 친구. 108 19960109)
- 김학래 (Junk Mail. 114 19960117)
- 김현수 (잘못된 만남. 116 19960119)
- 김영옥 (할머니의 새언니. 120 19960125)
- 이한필 (아빠 영범. 122 19960129)
- 최주봉, 배연정 (도사가 된 세탁부. 128 19960206)
- 이홍렬 (디제이 만세. 133 19960213)
- 김세환 (화이트 발렌타인. 134 19960214)
- 전유성, 진미령 (뿌리 깊은 난초. 137 19960221)
- 전철우 (아빠 힘내세요. 139 19960223)
- 배한성 (천재 만들기. 140 19960226)
- 박상도 (우리 집 식구는 아무도 못 말려. 141 19960227)
- 이계인 (잘못된 합의. 146 19960306)
- 윤문식, 이무송 (MY NAME IS. 147 19960307)
- 김민희 (수용이의 이중생활. 149 19960311)
- 홍석천 : LA의 당구 큐 보이 찰리 역 / LA의 차이니스 레스토랑 보이 토니 역 / LA 호텔 보이 레이먼드 역 (봄이 오는 소리. 151 19960313)
- 장재근, 진재영 (에어로빅 소동. 152 19960314)
- 김하림 (아빠 부끄러워 마세요. 153 19960315)
- 강남길 (What about 영범?. 158 19960325)
- 최종원 (결혼 만들기 I. 160 19960327)
- 최종원 (결혼 만들기 2. 161 19960328)
- 국악가 박동진 (국악과 서커스. 162 19960329)
- 개그맨 김현철 (우리 만남은. 165 19960403)
- 남포동, 이미영 (정섭의 짝사랑. 168 19960408)
- 오제형 (붕어빵 조카는 새끼 붕어빵. 171 19960412)
- 이경진 (여고 동창생. 174 19960417)
- 이영후 (샘이 깊은 물을 위하여. 177 19960423)
- 강성범 (유미의 웨딩. 180 19960426)
- 양택조 (해피를 찾아라. 189 19960509)
- 신충식 (선생님 지가요. 197 19960523)
- 박상도 (케이크 경연대회. 200 19960528)
- 김영인 (불개미를 타고온 사나이. 201 19960529)
- 임하룡 (코미디언이 좋아요. 205 19960605)
- 김성원 (우리들의 선생님. 206 19960606)
- 박규채 (프리티 운계. 211 19960613)
- 김형일 (마피아에 쫓긴 영범. 29 19970504)
- 신성일 (아내라는 이름의 소녀. 30 19970511)
- 강성범, 정웅인 (콤플렉스 콤플렉스. 33 19970601)
- 트위스트 김 (사랑의 경매. 35 19970615)
- 윤순홍, 최란 (강도와 구두. 38 19970706)
- 김을동 (고추 먹고 맴맴. 40 19970720)
- 이경심, 정욱 (좋은 친구들. 43 19970810)
- 이계인, 최재원 (질투. 46 19970831)
- 박형준 (폼생폼사. 48 19970914)
- 이경진 (STAR START. 51 19971005)
- 설수진 (영범의 독립선언. 52 19971012)
- 최지나 (운계에게 무슨 일이 생겼나?. 55 19971102)
- 최성국 (시 읽어주는 남자. 59 19971130)
- 차승원 (짐작과는 다른 일들. 95 19980816)
- 서혜린 (남자 vs 여자. 96 19980823)
- 이숙 (악동과의 한판승. 97 19980830)
- 최선규, 유피 (LA 아리랑 만들기. 100 19980920)
- 오지명, 벅 (꼬리가 길면 밟힌다. 101 19980927)
- 전철우 (오마니 우리 오마니. 102 19981004)
- 핑클 (영범 발에 족쇄 달기. 104 19981018)
- 젝스키스 (장모의 날. 105 19981025)
- 김주영 (네 이웃의 여자를 엿보지 마라. 108 19981115)
- 오승룡 (인터넷 속의 세 여자. 110 19981129)
- 로버트 할리 (우리 엄마는 왕따. 119 19990131)
- 유진박, 남능미 (발렌타인데이에 무슨 일이 생겼나?. 121 19990214)
- 박영규 (내 사랑 내 곁에. 122 19990221)
- 조형기(빌리), 트위스트 김, 라나(쏘나) (빌리가 나타났어요. 128 19990404)
- 최성훈 (좋은 세상 만들기. 129 19990411)
- 서인석 (LA의 잠 못 드는 밤. 130 19990418)
- 김기현, 정은숙 (LA 한일전. 131 19990425)
- 김은우 (남편은 남자보다 강하다. 133 19990509)
- 클론, 김성민 (복제인간 대소동. 134 19990516)
- 이병철 (그날 밤 무슨 일이 있었나?. 137 19990606)
- 박윤배, 김종국 (인생 최고의 순간. 138 19990613)
- 임현식, 조갑경 (LA 브라더스. 142 19990711)
- 서학 (ONLY YOU. 150 19990905)
- 쟈니윤 (쟈니윤을 잡아라. 152 19990919)
- 원기준 (크리스마스의 기적. 165 19991219)
- 이재포 (웅담과 모피에 관한 진실. 170 20000213)
- 김성겸 (러브 러브 허리케인. 176 20000326)

## OST
- 1. PROLOGUE (연주곡)
- 2. 이제부터 영원까지
- 3. 꿈이 있으니까
- 4. 남모르는 미소
- 5. 이제부터 영원까지 (연주곡)
- 6. PACIFIC COAST HIGHWAY
- 7. TEQUILA TOAST
- 8. COAST TO COAST
- 9. THE SOUNDGRAPHY
- 10. 이제부터 영원까지 (반주곡)

## 참고 사항
- 초기의 제작 기획은 성공한 미국 이민 1세대 의사 가정을 배경으로 제작될 예정이었다. 그러던 중 홍세봉 변호사가 1990년대 초반에 한국에서 발매한 자작곡 앨범 <길>에 수록된 곡 중 하나인 <이제부터 영원까지>를 LA 아리랑 감독이 듣고 주제곡으로 선정하게 되면서, LA로 연출가와 작가등 제작진이 찾아가서 직접 홍세봉 변호사와 미팅을 가진 뒤 이야기의 배경이 변호사 가정으로 변경되었다.
- 극중 변호사 김세윤 역은 홍세봉 변호사를 실제 모델로 하였다. 홍 변호사는 <LA아리랑>의 대본 작성 및 법률 부문, LA 현지 생활 실태 등 모든 면에 관심을 갖고 자문에 응했으며 자신이 직접 작사, 작곡한 시트콤 주제가 <이제부터 영원까지>도 부르는 등 다방면의 재능으로 직접 프로그램에 참여하였다.[20]
- 실제 방청객을 앞에 두고 녹화하면서 웃음소리를 사실적으로 담아내었다.[21]
- 이 드라마의 주조연 및 단역을 포함한 역대 총 출연진 중 최고령 출연자는 남성 판소리 국악인 박동진이며, 차고령 출연자는 여성 원로 영화배우 엄앵란이다.
- 1996년 10월 13일에서 1997년 4월 20일까지 일요일 오전 9시에 방영되었는데, 1999년 7월 4일까지 출연했던 이영범은 <LA 아리랑>이 일요일 아침 시트콤으로 변경됨에 따라 본인이 출연해 온 작품이면서 이 프로그램과 1996년 10월 13일부터 1997년 3월 2일까지 동시간대에 경쟁한 KBS 2TV 일요아침드라마 <귀여운 여자>에서 하차했다.[22]
- 1997년 4월 27일부터 일요일 오전 9시 50분에 방영될 당시 MBC 사랑의 스튜디오와 경쟁하였다.
- 1999년 7월 11일, 제목을 그대로 둔 채 차기 새 시즌을 비롯한 새 출연자들, 새 가정을 모델로 등장시키면서 시청자들의 혼란을 초래하였다.[23]

## 결방 사유

### 월~목 9시 20분 일일 시트콤 편성 당시 결방
- 1995년 8월 14일 - 드라마 《장희빈》 50~51회 연속
- 1995년 8월 15일 - 2부작 특집극 <국화와 칼> 편성에 따라[24] 드라마 《장희빈》과 동시 결방
- 1995년 9월 26일 - 5시 55분부터 프로야구 <롯데 VS 해태> 중계 편성[25]
- 1995년 10월 4일 - 프로야구 플레이오프 2차전 <롯데 VS LG> 중계 편성
- 1995년 10월 9일 - 프로야구 플레이오프 5차전 <롯데 VS LG> 중계 편성
- 1995년 10월 17일 - 프로야구 한국시리즈 3차전 <OB VS 롯데> 중계가 연장전까지 가서

### 월~금 9시 20분 일일 시트콤 편성 당시 결방
- 1995년 11월 14일 - 9시부터 창사 5주년 3부작 특집극 <인생> 편성[26]
- 1996년 1월 1일 - 8시 50분부터 신년 특선영화 《유치원에 간 사나이》편성[27]
- 1996년 1월 2일 - 8시 50분부터 2부작 개그 드라마 <친정아버지> 편성[28]
- 1996년 2월 19일 - 8시 30분부터 구정특집 2부작 드라마 《곰탕》편성[29]
- 1996년 2월 20일 - 《야망의 불꽃》이 9시부터 39~40회 연속 편성되어 《자전거를 타는 여자》가 9시 30분으로 이동했고 이 때문에 결방
- 1996년 3월 1일 - 3부작 특집극 《안중근》편성[30]
- 1996년 3월 21일 - 8시 50분부터 올림픽 축구예선 <한국 VS 중국> 중계 편성[31]
- 1996년 4월 11일 - 특집 《SBS 8 뉴스》편성
- 1996년 4월 19일 - 6시 50분부터 <2002 월드컵 유치기원 축제> 편성
- 1996년 5월 16일 - 8시부터 2002 월드컵 유치기원 국제축구대회 <한국 VS 스웨덴> 중계 편성[32]
- 1996년 5월 17일 - 민영TV의 날 특선영화 《황비홍 3》편성[33]
- 1996년 5월 31일 - 8시 50분부터 <서울대 개교 50주년 축하 대공연> 편성[34]
- 1996년 6월 25일 - 8시 50분부터 6.25 특집 2부작 드라마 <구하리의 전쟁> 편성[35]

### 일요일 오전 편성 당시 결방
- 1997년 12월 14일 - <대통령후보 초청 합동 토론회> 편성
- 2000년 1월 2일 - 오전 8시부터 신년특집 <잉꼬부부 재치부부> 편성에 따라[36] 《달콤한 신부》가 9시 40분으로 이동하여 결방
- 2000년 2월 6일 - 설 특선만화 《포켓몬스터》3부(마지막) 편성[37]

## 같이 보기
- 남자 셋 여자 셋
- 순풍산부인과
- 세 친구
- 연인들
- 세남자

## 방영목록
제1화 엄마의 첫딸(시즌1 첫회)
제2화 대한민국 아이들(특별출연:심양홍)
제3화 진주목걸이
제4화 룰라 마돈나 그리고 가족(특별출연:룰라)
제5화 화려한 싱글 초라한 더블
제6화 다이어트 대소동
제7화 삼촌과 양치기 소년
제8화 알라뷰 유진(특별출연:故김법래)
제9화 다큐맨터리 비디오 속으로
제10화 우리 만남은
제11화 봄날은 간다
제12화 한 밤의 대결투
제13화 초대받지 않은 손님
제14화 개를 사랑하고도
제15화 엄마와 PD
제16화 부부 행진곡(특별출연:성동일)
제17화 아침은 못해요
제18화 위대한 유산
제19화 여자 여자 여자
제20화 엄마,나 플레이보이 맞아요?
제21화 그라운드를 아시나요?
제22화 LA 할미꽃
제23화 사랑한후에
제24화 Black or White
제25화 여름이 오면(특별출연:양희경)
제26화 엄마없는 하늘아래
제27화 운계의 사연
제28화 이모 대 이모
제29화 거북이와 간큰남자
제30화 LA 오랜지(특별출연:故박용식,박진호)
제31화 당신이 잠든 사이에
제32화 게라지 세일
제33화 립스틱 짙게 바르고
제34화 흔들리는 추석
제35화 독립선언
제36화 또 다른 만남
제37화 회장님 우리 회장님
제38화 무대 공포증
제39화 유선의 첫사랑(특별출연:남주희)
제40화 결혼 기념일
제41화 걸프랜드&보이 프렌드
제42화 댄스 댄스
제43화 대한미국 노인들(특별출연:故이낙훈)
제44화 삼촌과 경보기
제45화 아내의 훈장(특별출연:배한성,송도순)
제46화 금연합시다
제47화 유진의 데이트
제48화 엄마는 요리사
제49화 알콜 소동(특별출연:김소연)
제50화 미세스 코리아(특별출연:故박일)
제51화 천사표 영범
제52화 무드맨 블루스(특별출연:김현수)
제53화 어른들이란...
제54화 엄마는 외출중
제55화 라스트 찬스
제56화 일곱살 성현이
제57화 드리머 드리머
제58화 효자 영범
제59화 대니의 청혼
제60화 할머니 필드에 가다(특별출연:故이낙훈)
제61화 할로윈 데이
제62화 옷이 작아요(특별출연:故이낙훈)
제63화 결혼전야
제64화 영범의 웨딩
제65화 네겐 너무 쓴 시집살이
제66화 부부싸움 칼로 물베기
제67화 신 신데렐라(특별출연:홍록기)
제68화 영범은 영범
제69화 친구야 친구(특별출연:이춘식)
제70화 인간과 인간
제71화 요세미티에서 사랑을(특별출연:故이낙훈)
제72화 특공 번지점프
제73화 한밤의 이사
제74화 컴퓨터 소동
제75화 형제의 마라톤
제76화 돌고 돌고 돌고
제77화 가족합창대회
제78화 역할 바꾸기
제79화 첫키스
제80화 히든머니
제81화 옛사랑의 그림자(특별출연:성약가 박순복)
제82화 자매가 용감하게
제83화 행운의 복권
제84화 미세스 다웃파이어
제85화 하루살이 다이어트
제86화 유선의 성적표
제87화 남자만들기
제88화 막상막하
제89화 컴백홈 할머니
제90화 우리 다시 시작해요
제91화 해피 운계 데이
제92화 유진의 결심
제93화 어머니의 땅
제94화 프리티켓
제95화 신부의 어머니(특별출연;엄앵란,강석현)
제96화 한다면 한다
제97화 겨울나기
제98화 사랑이 필요한거죠
제99화 나홀로 크리스마스(특별출연;故이낙훈)
제100화 모성애는 못말려
제101화 리틀 빅 히어로
제102화 아듀 1995
제103화 함께가자 우리 이 길을
제104화 해피 뉴이어(새해 복많이 받으시쥐)
제105화 곶감과 수정과
제106화 사랑의 스웨터
제107화 더부살이
제108화 우리들의 천국(특별출연:김창준)
제109화 그대로 그렇게
제110화 엄마와 아들
제111화 첫 데이트
제112화 하우스 키퍼
제113화 한밤의 보리차
제114화 Junk Mail(특별출연:김학래)
제115화 Missing you 유진
제116화 잘못된 만남(특별출연:김현수)
제117화 사랑의 베이스먼트
제118화 아빠는 회장님
제119화 그린카드
제120화 할머니의 새언니(특별출연:김영옥)
제121화 오!마이 베이비
제122화 아빠 영범(특별출연;故이한필)
제123화 호기심에 관하여
제124화 언제나 영화처럼
제125화 지하실의 두 남자
제126화 갱스터 유선
제127화 하얀 추락
제128화 도사가 된 세탁부(특별출연:최주봉,배연정)
제129화 꿈에 본 월척
제130화 오너 만들기
제131화 카지노의 여왕
제132화 만두 개 그리고 반지
제133화 디제이 만세(특별출연:이홍렬)
제134화 화이트 발렌타인
제135화 세윤의 주례
제136화 그리운 어머니
제137화 뿌리 깊은 난초(특별출연:전유성,진미령)
제138화 임신 우울증
제139화 아빠 힘내세요
제140화 천재 만들기(특별출연:배한성)
제141화 우리집 식구는 아무도 못말려(특별출연:박상도)
제142화 찬란한 유산
제143화 천재시인
제144화 티켓+티켓
제145화 엇갈린 하트
제146화 잘못된 합의(특별출연:이계인)
제147화 My Name Is(특별출연:윤문식,이무송)
제148화 건강이 뭐길래
제149화 이중생활(특별출연:김민희)
제150화 사랑의 메신저
제151화 봄이 오는 소리(특별출연;홍석천)
제152화 에어로빅 소동(특별출연:장재근,진재영)
제153화 아빠!부끄러워 마세요(특별출연:김하림)
제154화 그녀의 빈자리
제155화 식욕의 계절
제156화 경마장 가는 길
제157화 화려한 가장무도회
제158화 What about 영범?(특별출연:강남길)
제159화 작전명 다이러리
제160화 결혼만들기(전편)(특별출연:최종원)
제161화 결혼만들기(후편)(특별출연:최종원)
제162화 국악과 서커스(특별출연:국악인 故박동진)
제163화 아빠 세윤
제164화 영범의 돼지꿈
제165화 우리 만남은(특별출연:개그맨 김현철)
제166화 깨끗한 한표
제167화 마이 리틀 히어로
제168화 정섭의 짝사랑(특별출연:님포동,이미영)
제169화 2002 월드컵 코리아
제170화 서재의 비밀
제171화 붕어빵 조카는 새끼 붕어빵(특별출연:오재형)
제172화 신부의 어머니
제173화 셋째딸 경순
제174화 여고동창생(특별출연:이경진)
제175화 영범의 독립선언
제176화 총각파티
제177화 샘이 깊은 물(특별출연:이영후)
제178화 스카이다이빙
제179화 시계와 은행강도
제180화 유미의 웨딩(특별출연:강성범)
제181화 양치기 소녀
제182화 비디오 속으로
제183화 일요일 오후에 생긴 일
제184화 다함께 車車車
제185화 아무리 그래도 변호사가
제186화 경순의 다식증
제187화 돌팔이 한의사
제188화 가족 만들기
제189화 해피를 잡아라!(특별출연:양택조)
제190화 마더스데이
제191화 LA의 잠못이루는 밤
제192화 시한부 인생
제193화 시간을 잡아라
제194화 아빠는 선생님
제195화 요행 불행 여행
제196화 아빠 영범2
제197화 선생님 지가요(특별출연:신충식)
제198화 코끝에 걸린 영범
제199화 운계의 솜씨자랑
제200화 케이크 경연대회(특별출연;박상도)
제201화 불개미를 타고온 사나이(특별출연:김영인)
제202화 돈가방을 들고온 경숙
제203화 수용 대 재형
제204화 구멍 난 수영복
제205화 코미디언이 좋아요(특별출연:임하룡)
제206화 우리들의 선생님(특별출연:故김성원)
제207화 오~할머니 플리즈~
제208화 조기 유학생
제209화 귀여운 복수
제210화 컴백홈
제211화 프리티 운계(특별출연:박규채)
제212화 남극탐험
제213화 폭력은 나빠요
제214화 인과응보
제215화 작가 영범
제216화 영범의 생일
제217화 사랑과 우정사이
제218화 어서 말을 해
제219화 심봤다~!
제220화 LA의 여름나기
제221화 베스트모음(시즌1 최종회)
제1화 사랑하는 그대에게(시즌2 첫회)
제2화 이별 그리고 만남
제3화 어긋난 만남
제4화 어머! 가방이 바뀌었어요
제5화 나 엄마 맞아?
제6화 임금님귀는 당나귀귀(특별출연:황인용)
제7화 도토리 키재기
제8화 LA와 뉴욕사이(특별출연:조형기)
제9화 CF전쟁
제10화 크리스마스 선물
제11화 폭풍전야
제12화 아빠만들기
제13화 엄마와 보이프랜드
제14화 예상과는 다른일들
제15화 반지 도둑
제16화 부부 CF모델
제17화 세윤의 어머니(특별출연:김영옥)
제18화 나의 사랑 클레멘타인
제19화 1달러의 우정
제20화 결혼기념일
제21화 웨딩드레스
제22화 건강하게 삽시다
제23화 사랑의 신청곡
제24화 엇갈린 오해
제25화 오지탐험대
제26화 어긋난 상상
제27화 덴마크 마을에서 생긴 일
제28화 할머니 사랑해요
제29화 마피아에 쫓긴 영범(특별출연:김형일)
제30화 아내라는 이름의 소녀(특별출연:故신성일)
제31화 13일의 금요일
제32화 성에 대한 몇가지 진실
제33화 신데렐라 콤플렉스(특별출연:강성범,정웅인)
제34화 반지 전쟁
제35화 사랑의 경매(특별출연:故트위스트 김(김한섭))
제36화 남 그리고 여
제37화 졸업파티
제38화 강도와 구두(특별출연:윤순홍,최란)
제39화 영범이은 영범이
제40화 고추 먹고 맴맴(특별출연:김을동)
제41화 엄마,머리가 왜그래요?
제42화 사랑의 후원금
제43화 좋은 친구들(특별출연:정욱,이경심)
제44화 유진의 청혼가
제45화 아버지와 아들
제46화 질투(특별출연:이계인,최재원)
제47화 엉뚱한 상상
제48화 사나이 가는 길(폼생폼사)(특별출연:박형준)
제49화 사랑의 세레나데
제50화 형님 먼저 아우 먼저
제51화 Star Start(특별출연:이경진)
제52화 영범의 독립선언2(특별출연:설수진)
제53화 당신이 잠든 사이에
제54화 여인의 향기
제55화 운계에게 무슨일이 있었나?(특별출연:최지나)
제56화 비자금은 어디로?
제57화 내겐 사랑은 너무 써
제58화 Feelings
제59화 시 읽어주는 남자(특별출연:최성국)
제60화 개꿈
제61화 코리아 파이팅!
제62화 가족이란 이름으로
제63화 고슴도치 사랑
제64화 내 나이 스무살
제65화 꽃을 든 여자
제66화 퀴즈쇼
제67화 벽을 넘어서
제68화 남자답게 사는 법
제69화 머피의 법칙
제70화 남자가 여자하기 나름
제71화 찬성과 반대 사이
제72화 남편싸움이 아내싸움?
제73화 나는 한국인이다
제74화 엄마 왜 그래요?
제75화 내 사랑 스칼렛
제76회 세일즈맨은 벨을 두번 울린다
제77화 이루어 질수 없는 사랑
제78화 박 대리의 비애
제79화 미팅대작전
제80화 사랑의 방정식
제81화 운계의 변신은 무죄?
제82화 놓친 고기가 크다
제83화 타임캡슐
제84화 오빠,나야
제85화 말괄량이 길들이기
제86화 뺑덕어멈을 위하여
제87화 어떤 이의 꿈
제88화 테네시 왈츠
제89화 자식사랑은 내리사랑
제90화 키스할까요?
제91화 배심원 미리
제92화 지난 밤 무슨 일이 있었나
제93화 운계의 초상화
제94화 전기맨과 할매귀신
제95화 짐작과 다른 일들(특별출연:차승원)
제96화 남자 대 여자(특별출연;서혜린)
제97화 악동과의 한판승(특별출연:이숙)
제98화 누가 운계를 사랑하는가
제99화 형제는 용감했다
제100화 LA아리랑 만들기(특별출연:최선규,UP)
제101화 꼬리가 길면...(특별출연:오지명,벅)
제102화 오마니 우리 오마니(특별출연:전철우)
제103화 은영의 옛사랑
제104화 영범 발에 족쇄 달기(특별출연:핑클)
제105화 장모의 날(특별출연:젝스키스)
제106화 우리는 라스베가스로 간다
제107화 유선의 결혼선언
제108화 내 이웃의 여자를 엿보지 말라(특별출연:김주영)
제109화 잠 좀 잡시다
제110화 인터넷 속의 세 여자(툭별출연:故오승룡)
제111화 LA에서 사는 법
제112화 사랑의 묘약
제113화 크리스마스에 눈이 올까요?
제114화 우리가 진정 원하는 것은
제115화 소원을 말해봐
제116화 비밀클럽 하비나
제117화 누구의 주제련가~!
제118화 수상한 가정부
제119화 엄마는 왕따(특별출연;로버트 할리)
제120화 엄마가 혼수상태에서 살아났어요!
제121화 발렌타인데이(특별출연;님능미,유진박)
제122화 내사랑 내곁에(특별출연:박영규)
제123화 두번의 결혼식과 한번의 이별식
제124화 어둠 속에 벨이 울릴때
제125화 한판 승부
제126화 심야의 울음소리
제127화 애니의 사랑일기
제128화 빌리가 나타났다(특별출연:조형기,故트위스트김(김한섭),라나)
제129화 좋은세상 만들기(특별출연:최성훈)
제130화 LA의 잠못이루는 밤에(특별출연:서인석)
제131화 LA 한일전(특별출연:김기현,정은숙)
제132화 긴급 결혼 명령
제133화 남편은 남자보다 강하다(특별출연;김은우)
제134화 복제인간 대소동(특별출연:클론,김성민)
제135화 사나의 남자
제136화 수우와 유운
제137화 그날 밤 무슨일이 있었나?(특별출연:故이병철)
제138화 내 인생 최고의 순간(특별출연:박윤배,김종국)
제139화 너희가 친구를 믿느냐?
제140화 식구가 늘었어요(시즌2 최종회)
제141화 하이라이트 모음
제142화 LA브라더스(시즌3 첫회)(특별출연:임현식,조갑경)
제143화 몰래한 사랑
제144화 두 남자 이야기
제145화 You light up my life
제146화 그들이 네바다로 간 까닭은?
제147화 사랑한다 원희야!
제148화 내꿈은 무비스타
제149화 담배와 세계지도
제150화 Oniy You(특별출연:서학)
제151화 이보다 더 좋을 순 없다
제152화 쟈니윤을 잡아라(특별출연:故쟈니윤(윤종승))
제153화 할미꽃 간장꽃
제154화 슬픈 사랑
제155화 트루라이즈
제156화 은밀한 선물/형 미안해서 어쩌지?
제157화 YOU WIN/의성의 추리극장
제158화 아름다운 얼굴/상류사회의 비밀
제159화 총끝에 걸린 찬용/한국이냐 미국이냐 그것이 문제로다
제160화 진짜 진짜 좋아해
제161화 시작되는 연인들을 위하여
제162화 파워 오브 러브
제163화 며느리들의 지하드 성전
제164화 남자가 여자보다 오래 못사는 이유
제165화 크리스마스의 기적(특별출연:원기준)
제166화 20세기의 마지막 연인
제167화 재원의 덪
제168화 작은왕국
제169화 마리아의 연인
제170화 웅담과 모피에 관한 진실(특별출연:이재포)
제171화 이별여행
제172화 우리가 정말 헤어졌을까
제173화 빅딜
제174화 LOVE IS
제175화 그대 발길이 머무는 곳에
제176화 러브허리케인(특별출연:김성겸)
제177화 해피버스데이
제178화 비바웨딩데이(최종회)